# Zoo Tycoon 2
Zoo Tycoon 2 er et simulationscomputerspil, hvor spilleren skal skabe og drive en zoologisk have, ved at udstille dyr samt styre økonomi og ansatte. Målet er at opbygge den bedste zoologiske have.
Det er fortsættelsen af 2001-spillet Zoo Tycoon og kan udviddes med Zoo Tycoon 2: Endangered Species.
Selvom spillet primært er udviklet til Microsoft Windows er Zoo Tycoon 2 også tilgængelig på mobiltelefonen, Apple Macintosh og Nintendo DS.

## Spillet
Der er nogle forskellige spiltyper i spillet. Hver spiltype har begrænsninger (bortset fra sandkassetypen) og spilleren kan vælge hvilken spiltype der passer til spillerens erfaring og alder.
Sandkassetypen i Zoo Tycoon 2 tillader spilleren at skabe zooen lige som spilleren vil, den eneste begrænsning er plads, dyr og objekter. Spillerens pengebeholdning er uendelig, og alle ting er tilgængelige fra starten af spillet. (bortset fra de ting der kun kan gøres tilgængelige i kampagner og udfordringsspil). Sandkassespil begynder med en tom zoo, hvor spilleren tilføjer dyr, indhegninger og andre diverse ting så som restaurant, toiletter og ansætter arbejdere.
Udfordringsspil er spillerens pengebeholdning begrænset og ikke alle ting er tilgængelige fra begyndelsen. Spilleren må selv tjene penge for at køre zooen.
Denne spiltype vil give spilleren ekstra udfordringer. Nogle af dem handler om at opdrætte specielle dyr. I andre udfordringer skal spilleren tage billeder af dyr der gør specielle ting, som f.eks. at løbe eller jage.
Når et bestemt antal af udfordringer er løst, får spilleren et nyt tema til sin zoo, bl.a. er der et tema der gør at bygningerne er tilfrosne.
En kampagne vinder spilleren ved at opfylde et krav. Kravene kan være at have et bestemt antal dyr af en speciel dyreart. Når spilleren har opfyldt kravet, åbnes der for en ny kampagne. Den nye kampagne er sværere og tager længere tid. Efter at spilleren har klaret nogle af kampagnerne bliver nye bygninger og dyr tilgængelige.

## Dyr i spillet
Der er en nogle forskellige dyr med i spillet.
- Elefant
- Bæver
- Tiger
- Næsehorn
- Gepard
- Chimpanse
- Påfugl
- Zebra
- Dromedar
- Pingvin
- Gemsbok
- Panda
- Flamingo
- Grizzlybjørn
- Flodhest
- Stenbuk
- Jaguar
- Løve
- Elg
- Bjerggorilla
- Krokodille
- Okapi
- Struds
- Isbjørn
- Kænguru
- Rød panda
- Giraf
- Lemur
- Sneleopard
- Thomsons gazelle